# Эрнст Август (курфюрст Ганновера)
Эрнст Август Брауншвейг-Каленбергский (нем. Ernst August von Braunschweig-Calenberg; 20 ноября 1629, Херцберг — 23 января 1698, Херренхаузен) — князь-епископ Оснабрюкский с 1662 года, герцог Брауншвейг-Каленберга с 1679 года, 1-й курфюрст Ганновера с 1692 года. Основатель Ганноверской династии. Отец короля Великобритании Георга I и королевы Пруссии Софии Шарлотты.

## Биография
Эрнст Август — четвёртый сын герцога Георга Брауншвейг-Люнебургского, поэтому был предназначен к духовной карьере и состоял коадъютором в Магдебурге, потом князем-епископом оснабрюкским. Мать Эрнста Августа — Анна Элеонора Гессен-Дармштадтская.
После отказа его брата Георга Вильгельма от руки уже обрученной с ним пфальцграфини Софии, дочери Фридриха V Пфальцского и Елизаветы Стюарт (дочери короля английского Якова I), Эрнст Август женился на этой умной и талантливой женщине, с которой он уже давно вёл оживлённую переписку.
В 1665 году он примкнул к договору, имевшему в виду защиту Голландии, но в 1671 году обязался перед Францией, за 5000 талеров в месяц, соблюдать строжайший нейтралитет, насколько это не нарушало его обязанностей по отношению к императору и империи.
В 1673 и 1674 годах Эрнст Август сражался против Людовика XIV, как верный вассал императора. В декабре 1674 года он заключил в Гааге оборонительный союз с императором, Испанией и Генеральными Штатами сроком на 10 лет. Генеральные Штаты обещали ему при заключении мира хлопотать о превращении епископства Оснабрюк в наследственное княжество.
В 1675 году Эрнст Август перешел Рейн с 3000 наемников, которые, в соединении с герцогом лотарингским, разбили 11 августа маршала Креки; затем Эрнст Август и его брат Георг-Вильгельм взяли город Трир, но должны были вернуться, чтобы защищать свои владения против шведов.
В 1679 году Эрнст Август наследовал от своего брата Иоганна Фридриха княжество Каленберг с титулом герцога Брауншвейг-Каленберг-Ганноверского.
С 1680 года главной целью его стремлений стало приобретение курфюршеского достоинства и установление нераздельности его владений. Как отцу ему было тяжело обездолить младших сыновей, но ради интересов государства он пожертвовал семейным миром. С согласия своего старшего брата он ввел единонаследие в своем доме, что было утверждено императором в 1683 году. Вольфенбюттельские агнаты отказали ему в согласии, младшие сыновья громко протестовали; в 1690 году один из них, Максимилиан Вильгельм, поддержанный Брауншвейгом, вступил в ожесточенную борьбу с отцом, но должен был отказаться от всяких прав на наследование престола.
В 1683 году, в силу договора с императором, Эрнст Август поставил под его знамёна десятитысячное войско, которым командовал его наследник; оно с отличием сражалось против турок.
Когда в 1688 году французские войска вторглись в Германию, Эрнст Август заключил против них союз с саксонским и бранденбургским курфюрстами и ландграфом гессен-кассельским, защитил Франкфурт от внезапного нападения и заставил маршала Буффле прекратить обстрел Кобленца.
Когда Вильгельм III воцарился в Англии, жена Эрнста Августа, София, поспешила примкнуть к нему, а он в свою очередь неоднократно признавал её права на английский престол. Предложения переменить веру и в качестве католика добыть для своих сыновей епископские кафедры Эрнст Август решительно отклонил, но настойчиво стал стремиться к курфюршескому достоинству. Католические курфюрсты, княжеская коллегия и особенно брауншвейгские агнаты противились этому стремлению; Саксония и Бранденбург были недовольны захватом Лауэнбурга; даже в Вене ганноверские послы не находили поддержки, хотя непрестанно напоминали о готовности Ганновера ко всяким жертвам на пользу императора. Тогда Эрнст Август стал грозить последнему, что он перейдет к нейтралитету в отношении к Франции; к этому же он стал побуждать и курфюрста саксонского; заготовлен был даже проект такого нейтралитета.
Под влиянием этой угрозы император, в 1692 году, создал для Вельфского дома девятое курфюршество и обещал исхлопотать согласие на то империи, за что Эрнст Август с братом обязались тотчас послать в Венгрию 6000 солдат и два года содержать их там за свой счет, а по окончании войны с турками выставить такое же войско против Франции. В случае бездетной смерти испанского короля, Эрнст Август обязался поддержать наследственное право императора на испанскую корону посылкой отряда в 1000 человек; при выборе императора Вельфский дом обязался подавать свой курфюршеский голос за старшего сына Леопольда I.
Борьба из-за курфюршества разделила империю на два лагеря, причем особенно яростно боролся против Ганновера Брауншвейг-Вольфенбюттель, но его протесты были безуспешны: Эрнст Августу удалось войти в соглашение с Саксонией, Бранденбургом, Баварией и Майнцем. 17 октября 1692 года в Регенсбурге курфюрсты большинством голосов решили признать за Ганновером звание курфюршества, но, ввиду интриг мелких немецких государств и вражды Франции, этот титул окончательно был утвержден за Ганновером только в 1710 году.
Во внутреннем управлении Эрнст Август сделал много полезного, пользуясь услугами даровитых министров Платена и Грота и советами Лейбница, своего историографа: он заботился о строгом исполнении законов, о поднятии просвещения и о более правильной раскладке и взимании налогов. Терпимый к иноверцам, Эрнст Август стоял за мысль о воссоединении католицизма и протестантизма, о чём усердно хлопотал Лейбниц.

## Семья
30 сентября 1658 года в Гейдельберге женился на Софии Ганноверской.
Дети:
- Георг Людвиг (1660—1727), с 1714 года король Великобритании
- Фридрих Август (1661—1690), погиб на войне с турками
- Максимилиан Вильгельм (1666—1726), фельдмаршал имперской армии
- София Шарлотта (1668—1705), с 1701 года королева Пруссии, в честь которой назван дворец Шарлоттенбург в Берлине
- Карл Филипп (1669—1690), погиб на войне с турками
- Кристиан Генрих (1671—1703), утонул в Дунае во время похода против французов
- Эрнст Август (1674—1728), герцог Йорка и Олбани, епископ Оснабрюка